# Palindiona
Eulepidotis là một chi bướm đêm thuộc họ Noctuidae.